# Ortegia hispanica
Ortegia hispanica es la única especie del género monotípico Ortegia de la familia de las cariofiláceas. Es  originaria de España.

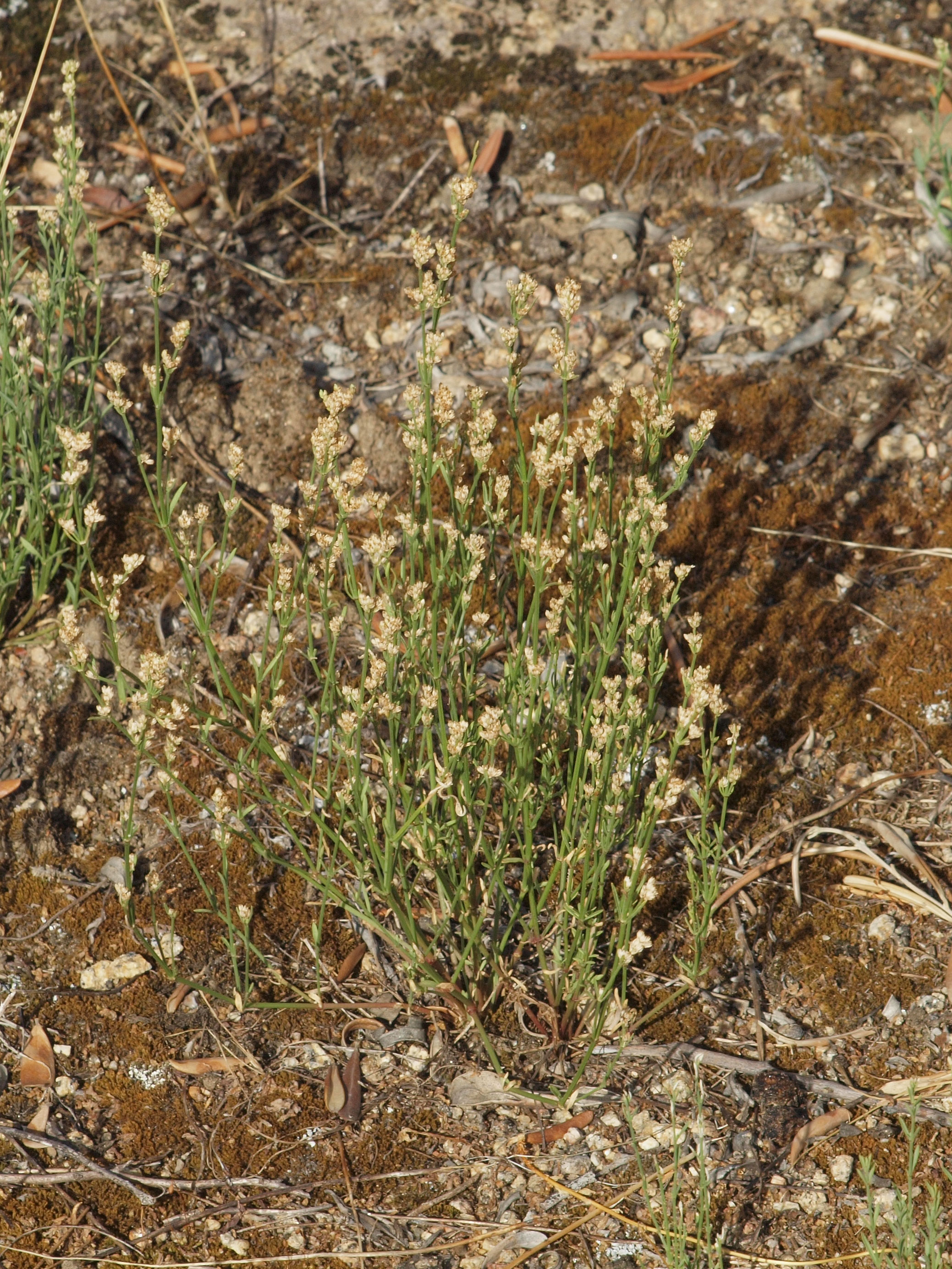
Vista de la planta en su hábitat

## Descripción
Es una planta ± glauca, con cepa leñosa. Tallos de hasta 30(60) cm de altura, de aspecto junciforme, erectos -raramente postrados-, muy ramificados desde la base, con ramas rígidas, angulosas, a menudo fuertemente escábridas en la parte superior. Hojas 5-15(20) x 1-2 mm, más cortas que los entrenudos, sésiles, enteras, aquilladas, glabras, con frecuencia escábridas en el margen; estípulas escariosas, casi setáceas, hinchadas basalmente en una glándula persistente, purpúrea. Brácteas florales escariosas, linear-lanceoladas, de margen y quilla escábridos y 2 pequeñas glándulas purpúreas en su base. Sépalos 2-2,5(3) mm, ovado-lanceolados, ± agudos, aquillados y escábridos en la quilla, verduscos, de ancho mar-gen escarioso, habitualmente sublaciniado. Semillas pequeñas, fusiformes, meladas.

## Distribución y hábitat
Se encuentra en terrenos incultos, taludes o cultivos leñosos de secano, en suelos arenosos, ácidos, es decir, silíceos; a una altitud de 300-1500 metros en el centro oeste de la península ibérica, faltando en las zonas litorales, y llegando al interior de Galicia y por el sur a puntos de Sierra Morena; señalada como adventicia en Argelia (Mascara) e Italia (Piamonte), parece que en la actualidad ha desaparecido de tales países, ya que desde hace siglo y medio no ha vuelto a ser recolectada; sí hay una recolección moderna de las Landas francesas, donde puede ser de introducción reciente.

## Taxonomía
Ortegia hispanica fue descrita por Loefl ex L. y publicado en Species Plantarum 560. 1753.

### Citología
Número de cromosomas de Ortegia hispanica (Fam. Caryophyllaceae) y táxones infraespecíficos: 2n=18

### Etimología
- Ortegia: nombre genérico otorgado en honor de Casimiro Gómez Ortega (1741-1818), botánico, boticario y médico nacido en Añover de Tajo (Toledo), fue Primer Catedrático, entre 1771 y 1801, del Real Jardín Botánico de Madrid.
- hispanica: epíteto geográfico que alude a su localización en Hispania.

### Sinonimia
- Ortega dichotoma L.
- Terogia dichotoma (L.) Raf.[5]

## Nombres comunes
- Castellano: arvejaquilla, escobilla, hierba de la sangre, hierba juncosa, juncaria.[6]